# Limeux (Cher)
Limeux – miejscowość i gmina we Francji, w Regionie Centralnym, w departamencie Cher.
Według danych na rok 1990 gminę zamieszkiwało 158 osób, a gęstość zaludnienia wynosiła 12 osób/km² (wśród 1842 gmin Regionu Centralnego Limeux plasuje się na 979. miejscu pod względem liczby ludności, natomiast pod względem powierzchni na miejscu 978.).